# Tarzan
Tarzan is een fictieve held die bedacht werd door Edgar Rice Burroughs. Hij verscheen voor het eerst in Tarzan of the Apes in 1912. Dat afgeronde verhaal was een groot succes, met het gevolg dat de schrijver nog 23 avonturen met Tarzan ging schrijven.

## Personage
Tarzan is de verweesde zoon van aristocratische Engelse ouders, John en Alice Clayton, ofwel Lord en Lady Greystoke, die eind 19e eeuw strandden aan de westkust van Afrika na een muiterij aan boord van het schip dat hen naar Afrika brengt. Ze proberen te overleven in het oerwoud aan de kust. Wanneer zijn ouders overlijden wordt de mensenbaby door de aap Kala, die net haar eigen jong verloren heeft, geadopteerd en opgevoed. Tarzans echte naam is John Clayton, Lord Greystoke. De naam Tarzan ('blanke huid') krijgt hij van Kala. De enige mensen met wie Tarzan gedurende de eerste 18 jaren van zijn leven in contact komt, zijn de leden van een kannibalenstam. Een van hen, Kulonga, vermoordt Tarzans voedster-pleegmoeder Kala, waarna Tarzan bloedig wraak neemt.
Jaren later vindt Tarzan in het hutje van zijn echte ouders een aantal kinderboekjes, die zijn ouders met vooruitziende blik mee hadden genomen. Met behulp van de plaatjes en letters leert hij zichzelf lezen en schrijven, maar een menselijke taal leert hij pas veel later - wanneer hij door blanken wordt ontdekt. De eerste mensen die hij leert kennen zijn de jonge Amerikaanse Jane Porter, haar vader en de Franse luitenant-ter-zee Paul D'Arnot. Van die laatste leert hij de eerste menselijke taal spreken, en wel het Frans, en later ook Engels. D'Arnot zal voor de rest van zijn leven ook Tarzans beste vriend blijven, en neemt hem mee naar de beschaafde wereld.
De Porters zijn samen met nog een groep andere mensen achtergelaten in Afrika door muiters. Tarzan en Jane ontmoeten elkaar en worden op slag verliefd. Wanneer Jane terugkeert naar Amerika, gaat Tarzan haar uiteindelijk achterna. In latere boeken zijn de twee getrouwd en hebben ze een zoon genaamd Jack, wiens naam in de apentaal Korak ('de doder') luidt.
De meeste van de vele Tarzanfilms die in de loop der jaren gemaakt zijn, doen geen recht aan het oorspronkelijke personage dat schrijver Burroughs schiep, maar hun minder complexe beeld van de wilde 'aapmens' werd spreekwoordelijk.

## Uiterlijk en vaardigheden
Tarzan is in de originele boeken van schrijver Edgar Rice Burroughs (1875-1950) een held met voornamelijk goede eigenschappen. Hij is een grote, zeer atletisch gebouwde blanke man, met grijze ogen en zwart haar. Hij is zeer intelligent en leert makkelijk en snel een nieuwe taal. 
Tarzans opvoeding onder de mensapen en zijn jarenlange leven in de jungle gaven hem vaardigheden welke die van de meeste mensen te boven gaan. Hij heeft extra scherpe zintuigen. Zo kan hij op kilometers afstand een vijand horen aankomen of gevaar ruiken. Hij draagt doorgaans enkel een lendendoek. Bij voorkeur beweegt hij zich voort door zich in de hoge boomterrassen van tak naar tak te slingeren en te springen. Van lianen maakt hij zelden of nooit gebruik, hoewel die in de films vaker te zien zijn.
In gevechten met wilde dieren komt hij steeds als overwinnaar uit de bus.
Van alle diersoorten in de jungle kan Tarzan, in tegenstelling tot wat niet-kenners denken, alleen met apen communiceren, al heeft hij ook een speciale band met olifanten, die hem op de een of andere manier enigszins lijken te verstaan. Olifanten komen hem ook te hulp wanneer hij die in noodsituaties te hulp roept.
Tarzan heeft door het gebruik van bijzondere pillen, die hij verkreeg via een mysterieuze Kavuru-stam en een behandeling door een zwarte toverdokter, de 'eeuwige jeugd'. In het laatste door Burroughs voltooide Tarzanboek, dat zich afspeelt aan het einde van de Tweede Wereldoorlog, ziet hij er uit als een man van ergens in de twintig. In werkelijkheid is hij dan echter al tegen de zestig jaar oud. Ook zijn vrouw Jane en zijn trouwe aapje Nkima slikten die pillen regelmatig. Tarzans liefde voor zijn vrouw Jane is onvoorwaardelijk, en hij wijst dan ook geregeld toenaderingspogingen van andere vrouwen af, zelfs wanneer die vrouwen mooier en interessanter dan Jane zijn; in de romans van schrijver Edgar Rice Burroughs zijn dat bijvoorbeeld Koningin Nemone en Hogepriesteres La van de verloren stad Opar.

## Uitwerking
Tarzan is een van de bekendste fictieve personen ter wereld. Behalve in bijna dertig boeken van Burroughs en een aantal van andere auteurs, duikt hij ook op in veel films, televisieseries, stripseries en hoorspelen.
Hoewel het auteursrecht op het originele verhaal van Tarzan inmiddels is verlopen in de Verenigde Staten, is de naam Tarzan nog wel auteursrechtelijk beschermd. De rechten zijn in handen van Edgar Rice Burroughs, Inc..

## Kritiek
Het eerste Tarzanboek was een groot succes, maar de latere boeken werden vaak minder goed ontvangen. Een veel gehoord punt van kritiek was dat de boeken te veel een vaste formule aanhielden die telkens herhaald werd.
In de jaren zeventig van de twintigste eeuw kwam er kritiek dat de Tarzanverhalen en films racistisch zouden zijn. Burroughs was een kind van zijn tijd, en sommige elementen uit zijn boeken kunnen tegenwoordig racistisch overkomen. Zo wordt de Afrikaanse inheemse bevolking die in de verhalen voorkomt geregeld op een stereotiepe en negatieve manier neergezet. Aan de andere kant wordt de stam der Waziri, die Tarzan opneemt wanneer hij hen helpt in hun gevecht tegen Arabische slavenhandelaars, door Burroughs beschreven als prachtmensen. Zij spelen in meerdere Tarzanromans een beduidende rol. Verder deed Burroughs voor die tijd gewaagde uitspraken, die hem niet in dank werden afgenomen door de voorstanders van verschillende rassentheorieën.

## Nevenpersonages
Tarzan heeft in diverse versies intelligente dieren als vriend. De chimpansee Cheetah is daarvan het bekendste voorbeeld. In de originele boeken van Burroughs komt die echter niet voor. Sterker nog, in de boeken komen helemaal geen chimpansees voor. De vaste begeleider van Tarzan, het zeer kleine aapje Nkima, is een druktemaker met een bloeddorstig karakter, maar zeer behulpzaam in noodgevallen.
Een bij de mens onbekende grote apensoort, grijs van haarkleur, in de boeken de 'Mangani' genoemd, is die waarbij Tarzan opgroeide en waarvan hij later 'koning' werd. De gorilla's ('Bolgani') zijn de doodsvijanden van die apenstam, en dus ook van Tarzan. Met olifanten heeft Tarzan een bijzondere en sterke band. Hij noemt deze diersoort 'Tantor' (dat is dus niet de naam van één specifieke olifant). Jad-Bal-Ja, de 'gouden leeuw', is een reusachtige leeuw met zwarte manen, afgericht door Tarzan die het dier als welpje vond. Samen met hem beleeft Tarzan diverse avonturen.

## Boeken
| Door Edgar Rice Burroughs | Met uitzondering van de laatste twee zijn al deze verhalen in een Nederlandse vertaling uitgebracht. De eerste vertalingen verschenen in 1920 bij uitgeverij Blankwaardt & Schoonhoven te Rijswijk, spoedig gevolgd door uitgeverij Gebr. Graauw in Amsterdam en Soerabaja. De compleetste serie werd in de jaren 1965 tot en met 1968 uitgebracht door uitgeversmaatschappij West-Friesland te Hoorn, in de zogenaamde Witte Raven-serie. De Nederlandse titels luidden daarbij als volgt: |
| 1. Tarzan of the Apes (1912) 2. The Return of Tarzan (1913) 3. The Beasts of Tarzan (1914) 4. The Son of Tarzan (1915) 5. Tarzan and the Jewels of Opar (1916) 6. Jungle Tales of Tarzan (1916, 1917) 7. Tarzan the Untamed (1919, 1921) 8. Tarzan the Terrible (1921) 9. Tarzan and the Golden Lion (1922, 1923) 10. Tarzan and the Ant Men (1924) 11. Tarzan, Lord of the Jungle (1927, 1928) 12. Tarzan and the Lost Empire (1929) 13. Tarzan at the Earth's Core (1930) 14. Tarzan the Invincible (1930, 1931) 15. Tarzan Triumphant (1932) 16. Tarzan and the City of Gold (1932) 17. Tarzan and the Lion Man (1933, 1934) 18. Tarzan and the Leopard Men (1935) 19. Tarzan's Quest (1935,1936) 20. Tarzan and the Forbidden City (1938) 21. Tarzan the Magnificent (1939) 22. Tarzan and the Foreign Legion (1947) 23. Tarzan and the Madman (1964) 24. Tarzan and the Castaways (1965) | 1. Tarzan van de apen 2. De terugkeer van Tarzan 3. Tarzan en zijn dieren 4. De zoon van Tarzan 5. Tarzan en de juwelen van Opar 6. Tarzan in het oerwoud 7. Tarzan de ontembare 8. Tarzan de verschrikkelijke 9. Tarzan en de gouden leeuw 10. Tarzan en het mierenvolk 11. Tarzan, heerser van het oerwoud 12. Tarzan en het verloren rijk 13. Tarzan in de onderwereld 14. Tarzan de onoverwinlijke 15. Tarzan triomfeert 16. Tarzan in de gouden stad 17. Tarzan en de leeuwman 18. Tarzan en het luipaardenvolk 19. Tarzan's waagstuk 20. Tarzan en de verboden stad 21. Tarzan de geweldige 22. Tarzan en het vreemdelingenlegioen |

### Door andere auteurs
Na de dood van Burroughs hebben veel auteurs hun eigen Tarzanverhalen gepubliceerd, vaak zonder toestemming van Burroughs’ nabestaanden of van zijn estate. In sommige gevallen werd zo'n publicatie tijdig tegengehouden, maar veel boeken zijn toch in de handel gebracht.
Tegenwoordig verschijnen er echter weer nieuwe Tarzanverhalen, die met toestemming van de rechthebbenden, ERB.Inc., worden uitgebracht.

## Verfilmingen
De boeken van Burroughs hadden zoveel succes dat Hollywood interesse toonde voor verfilmingen van de boeken. Het verhaal, met held Tarzan, vriendin Jane en wilde dieren in de jungle, sprak het grote publiek aan.
Volgens de Internet Movie Database zijn er tussen 1918 en 1999 88 films gemaakt over Tarzan. De eerste Tarzanfilm kwam uit in 1918 met Elmo Lincoln als Tarzan. Dat was een stomme film, net als een aantal films die hierop volgden.
Vanaf 1932 werd Tarzan wereldberoemd, toen de imposant gebouwde Olympisch zwemkampioen Johnny Weissmuller de rol van Tarzan vertolkte. De succesvolste Tarzanfilms werden gemaakt tussen 1932 en 1948 met Weissmuller als Tarzan en Maureen O'Sullivan als Jane. De beroemdste uitspraak van de verbaal stuntelige Tarzan ten overstaan van de eerste menselijke vrouw die hij in de gedaante van Maureen tegenkwam was: "Me Tarzan, you Jane!"
Dat is echter een misvatting die een eigen leven is gaan leiden, nadat een slecht geïnformeerde journalist die ooit zo neerschreef. Die woorden werden namelijk nooit zo uitgesproken door Weissmuller. Hij wijst in de bewuste filmscène namelijk naar Jane, en noemt haar naam, om vervolgens naar zichzelf te wijzen en 'Tarzan' te zeggen. Daarna herhaalt hij de woorden.
De Weissmuller Tarzan-versie week echter enorm af van de oorspronkelijke Tarzan, zoals die bedacht werd door schrijver Burroughs. Dat was deels te wijten aan Burroughs zélf, want die liet per contract met de filmmaatschappij MGM vastleggen, dat men geen enkele verhaallijn, of personage uit zijn oorspronkelijke boeken in de films mocht gebruiken. Alleen de namen Tarzan en Jane mocht men gebruiken, waarbij Jane dan zelfs nog een andere dan de oorspronkelijke achternaam kreeg, Parker, in plaats van Porter. Burroughs zou later, na het zien van een van Weissmullers Tarzanfilms, hoofdschuddend de uitspraak doen "Ik geef hen een prachtige intelligente held, en ze maken er een boerenpummel van".
In 1935 produceerde schrijver Burroughs zelf een 'filmserial', The New Adventures of Tarzan, later in kortere versie heruitgebracht als (The New Adventures of Tarzan en Tarzan and The Green Goddess (1938). De acteur die in deze films de hoofdrol speelde, olympisch kampioen kogelstoten Herman Brix (die zich later Bruce Bennett zou noemen), geldt tot op de dag van vandaag voor de fans van Burroughs als de meest Burroughs-getrouwe Tarzanacteur ooit.
In de jaren zestig van de 20e eeuw was er een grote opleving van de populariteit van Tarzan. Boeken en stripverhalen vlogen als warme broodjes over de toonbanken, en Tarzanfilms en -televisieseries volgden. In die periode werden er een aantal van de beste Tarzanfilms gemaakt: Tarzan's Greatest Adventure en Tarzan The Magnificent, met de gespierde Gordon Scott in de hoofdrol, gelden als toppers uit het genre, en staan veel dichter bij het origineel dan de films met Weissmuller en zijn opvolger Lex Barker. Ook de films Tarzan Goes To India (financieel gezien de succesvolste Tarzanfilm ooit) en Tarzan's Three Challenges, zijn schitterende producties in breedbeeld en kleur. Daarna nam de kwaliteit van de films weer snel af. Ron Ely had wel nog veel succes als de intelligentere Tarzan, in de gelijknamige 57-delige televisieserie uit de jaren zestig.
In 1984 bracht regisseur Hugh Hudson de film Greystoke: The Legend of Tarzan, Lord of the Apes uit. Daarin gaat hij weer meer terug naar Burroughs' verhaal en wordt Tarzan niet meer zo dom uitgebeeld als in de Weissmullerfilms.
De volgende Tarzanfilm, Tarzan and The Lost City, met Casper Van Dien, was min of meer bedoeld als vervolg op Greystoke. Een te klein budget en een weinig verheffend scenario lieten de film echter floppen.
In 2016 verscheen een nieuwe Tarzanfilm onder de naam The Legend of Tarzan, groots van opzet, met veel actie en special effects. Alexander Skarsgård vertolkt de rol van Tarzan. Verder staan er nieuwe Tarzanboeken en een televisieserie op stapel, met een gemoderniseerde Tarzan als hoofdpersoon. Die zal het opnemen tegen de bandieten van deze tijd, zoals milieuvervuilers. In de jaren negentig kende een poging in die richting weinig bijval; de televisieserie Tarzan, met Wolf Larson in de titelrol, werd geen succes.

## Andere media

### Televisie
In 1958 nam filmacteur Gordon Scott, die Tarzan voor- en nadien vertolkte in meerdere televisie- en lange speelfilms, ook drie afleveringen op voor een eventuele televisieserie, die echter nooit van de grond kwam.
In 1966 verscheen de eerste live-action Tarzan-serie op NBC . Deze serie, met Ron Ely in de hoofdrol, liep van 1966 tot 1968. Een animatieserie van Filmation getiteld Tarzan, Lord of the Jungle, werd uitgezonden van 1976–1977, gevolgd door het programma Batman/Tarzan Adventure Hour (1977–1978), Tarzan and the Super 7 (1978–1980), The Tarzan/Lone Ranger Adventure Hour (1980–1981), en The Tarzan/Lone Ranger/Zorro Adventure Hour) (1981–1982).
In de jaren 90 verschenen er weer twee live-action Tarzanseries: Tarzán (1991) en Tarzan: The Epic Adventures (1996). Van 2001 tot 2003 zond Disney de animatieserie The Legend of Tarzan uit, die een spin-off was van hun animatiefilm.
De laatste televisieserie was Tarzan uit 2003, met Travis Fimmel in de hoofdrol. Deze serie werd al na acht afleveringen stopgezet.

### Stripverhaal
Van Tarzan verschenen in Amerika tevens series stripverhalen. Deze verhalen zijn gedeeltelijk ook in het Nederlands vertaald en verschenen in verschillende uitgaven, zowel als Lilliput-strip in stripformaat als in het in Europa gangbare stripboekenformaat.

### Toneel
Reeds in 1921 werd het originele Tarzanverhaal bewerkt tot een toneelstuk, getiteld Tarzan of the Apes. Hoofdrollen werden vertolkt door Ronald Adair en Ethel Dwyer.
Omdat in 1943 geen Tarzanfilms vertoond mochten worden werd er in Den Haag een eigen werk opgevoerd. Nederland had op 5 maart 1943 een toneelstuk waarin Louis Bouwmeester, Wim Sonneveld en André Carell (Kesselaar) in meespeelden. In 1976 schreef Richard O'Brien een musical getiteld "T. Zee," die losjes gebaseerd was op Tarzan.
Op 10 mei 2006 ging de op de Disneyfilm gebaseerde musical Tarzan in première. Deze musical werd opgevoerd in meerdere landen, waaronder Nederland.